# Barcita polioides
Barcita polioides là một loài bướm đêm trong họ Noctuidae.